# Tawarga
Tawarga (in berbero: ⵜⴰⵡⴻⵔⵖⴰ, in arabo تاورغاء‎?), anche Tawargha, Tawergha, Tauorga, Taworgha, Tawurgha o Torghae, il cui nome significa "isola verde" nella lingua berbera, è una città della Libia sotto la giurisdizione amministrativa della città di Misurata, da cui dista 38 km. 
La città è stata un sito di intensi combattimenti durante la prima guerra civile in Libia, fino alla sua conquista da parte delle forze anti-Gheddafi nell'agosto 2011 e successiva pulizia etnica, diventando da allora di fatto una città fantasma. Fino alla fine della guerra nell'ottobre 2011, la città fu ampiamente spogliata della sua popolazione da parte delle milizie del Consiglio Nazionale di Transizione. Durante il successivo periodo di transizione politica, diversi membri del GNC dichiararono che avrebbero desiderato il ritorno dei profughi di Tawarga alle loro case, ma espressero anche preoccupazioni circa la loro sicurezza. Numerose testimonianze hanno indicato che milizie operanti al di fuori dell'autorità del governo di Tripoli avrebbero minacciato profughi di Tawarga che cercavano di tornare alle loro abitazioni. La sua popolazione, libica, era quasi esclusivamente nera, discendente di ex-schiavi.

## Storia

### Epoca romana
In epoca romana, Tawarga ottenne molta attenzione per la sua posizione lungo la strada di collegamento dalla città di Sirte lungo la costa mediterranea fino all'Egitto. Era un punto strategico per il controllo romano della Libia.

### Epoca islamica
Gli Arabi musulmani conquistarono la Tripolitania nella metà del VII secolo, tuttavia i berberi aderirono al movimento politico-religioso dissidente dei Kharigiti Ibaditi. Nel 761 presso Tawarga ci fu una decisiva battaglia tra gli arabi Abbasidi, guidati dal generale Ibn al-As'at, ed i berberi Mazâta ed Hawwara, guidati dall'imam Abū l-Chattāb al-Maʿāfirī, che morì in battaglia assieme a 14'000 uomini. Da allora la città berbera di Oea divenne il centro della Tripolitania, e prese il nome di Tripoli, quale avamposto occidentale dell'espansione del califfato.
Nel XIV secolo la pirateria dei corsari barbareschi di Tripoli si incrementò, causando l'intervento della repubblica di Genova e del regno di Aragona. Tripoli venne quindi conquistata dalla Spagna nel 1509 e ceduta da Carlo V ai Cavalieri di San Giovanni nel 1530, ma già nel 1551 fu riconquistata dall'ammiraglio ottomano Dragut, che venne nominato Bey di Tripoli dal sultano ottomano Solimano I. Tawarga fu quindi parte della provincia ottomana di Tarabalus al-Gharb, retta dal XVIII secolo dalla dinastia semi-autonoma dei Qaramanli, ma dal 1835 nuovamente un Vilâyet sotto il diretto controllo ottomano. La Sublime Porta stabilì a Tawarga una guarnigione di 60 uomini.
Tawarga era famosa per i suoi alberi di palma, che erano considerati il maggiore sostentamento della città. La città produceva grandi quantità di datteri, oltre all'impiego per la fabbricazione di corde ed altri utensili. La città era anche importante per il suo allevamento di bestiame e pollame, e la sua produzione di carne, latticini e specialmente uova. Nel XVIII e XIX secolo furono introdotti, per svolgere il lavoro nelle piantagioni, decine di migliaia di schiavi neri, fatto che rese Tawarga l'unica città costiera della Libia con una maggioranza di colore. Nel 1857 il commercio degli schiavi, una delle maggiori fonti di reddito locali, fu ufficialmente abolito, ma proseguì in forma illegale fino circa al 1890. Queste persone furono formalmente emancipate dalla schiavitù, anche se il loro status economico rimase modesto.

### Epoca coloniale
Il 29 settembre 1911 l'Italia invase la Tripolitania, conquistando Tripoli il 5 ottobre e tutta la costa, dando inizio all'insediamento di circa 100'000 coloni italiani, che soppiantarono gli agricoltori libici. In questo periodo Tawarga divenne famosa per la produzione di stuoie di canne, realizzate dagli abitanti di colore della città su commissione del governo coloniale, quale asserita protezione contro la malaria. Il 23 gennaio 1943 gli Alleati occuparono la colonia italiana della Libia, ma alcuni coloni italiani vi restarono. Il 24 dicembre 1951 la Libia divenne un regno indipendente, con dieci province e Tripoli capitale.

### Epoca di Gheddafi
Il 1º settembre 1969 il colonnello Gheddafi depose il re, e all'inizio degli anni '70 fece una riforma agraria su tutta la Libia, che a Tawarga riguardò 3000 ha di terra che furono redistribuiti a 300 agricoltori, sebbene in tal modo risultò ridotta la possibilità di movimento delle tribù nomadi. Gli abitanti neri di Tawarga poterono beneficiare anche della pubblica istruzione e dello sviluppo del Paese, migliorando la propria condizione. Molti di essi ottennero anche posizioni elevate nell'esercito e in impieghi civili. Persisteva tuttavia un certo razzismo della popolazione di Misurata contro la popolazione nera di Tawarga, poiché storicamente i misuratini possedevano la terra mentre gli abitanti di Tawarga la coltivavano, inoltre molti abitanti di Tawarga lavoravano a Misurata prima della rivoluzione.

### Durante la guerra civile
Trovandosi sulla strada da Sirte (città natale di Gheddafi) a Misurata, la città fu usata durante la guerra civile del 2011 dall'esercito libico come centro di operazioni militari contro la città di Misurata, che si era sollevata contro Gheddafi nel febbraio 2011. Dei cittadini di Tawarga arruolati nell'esercito di Gheddafi parteciparono all'assedio della città, commettendo degli abusi contro la popolazione locale, come stupri e omicidi. Gli abitanti di Misurata incolparono quelli di Tawarga dell'assedio alla loro città, di aver stuprato le loro donne e di aver castrato gli uomini presi prigionieri.Pertanto, a seguito dell'indebolirsi dell'Esercito libico, Tawarga divenne il principale obiettivo delle brigate misuratine del Consiglio Nazionale di Transizione, anche se singoli individui sospettati di essere pro-Gheddafi erano stati vittime di uccisioni mirate già da febbraio 2011. 
L'11 agosto 2011, davanti all'avanzata delle milizie di Misurata, la popolazione sarebbe fuggita in massa dalla città, i cui edifici furono saccheggiati e incendiati dai misuratini, lasciando la cittadina quasi interamente deserta. Amnesty International ha riportato che le forze anti-Gheddafi non consentirono alla popolazione rimasta a Tawarga di evacuare la città, che fu catturata il 12 agosto 2011..
La popolazione fuggita alla distruzione della città si rifugiò in campi provvisori, come l'ex Accademia navale di Janzur, non distante da Tripoli.

### Dopo il conflitto
Dopo il conflitto, Tawarga fu oggetto di rappresaglie da parte di milizie rivoluzionarie provenienti da Misurata, che accusavano gli abitanti di aver sostenuto l'ex dittatore e di aver ucciso e violentato degli abitanti di Misurata su sua richiesta. 
Il giornalista britannico Andrew Gilligan visitò Tawarga nel settembre 2011 e la trovò svuotata dei suoi abitanti, che erano circa 30'000 prima della guerra. Egli indicò che la Brigata di Misurata, un'unità semi-autonoma dell'Esercito di Liberazione Nazionale anti-Gheddafi, aveva intrapreso una campagna di pulizia etnica in risposta al presunto supporto della città a Gheddafi durante l'assedio alla loro città di Misurata. Egli riportò che molti slogan scritti sui muri nella città di Tawarga, così come diverse testimonianze di combattenti e comandanti anti-Gheddafi che egli riportò, facevano riferimento al colore della pelle di molti cittadini di Tawarga, riferendosi alla Brigata di Misurata come alla "brigata per lo schiacciamento degli schiavi negri". La sua inchiesta, pubblicata da The Sunday Telegraph l'11 settembre 2011, citava il capo-brigata Ibrahim al-Halbus, che avrebbe detto "Tawarga non esiste più, soltanto Misurata", e un altro combattente, che avrebbe dichiarato che gli ex residenti della città sarebbero tornati a casa soltanto "sui nostri cadaveri".
Nel febbraio 2012, Amnesty International riportò che Tawarga era disabitata e costantemente vigilata per impedire il ritorno dei suoi abitanti, mentre miliziani di Misurata demolivano e incendiavano sistematicamente case e infrastrutture per evitare il ritorno degli abitanti. 
Le milizie di Misurata hanno continuato a perseguitare e terrorizzare gli abitanti di Tawarga rifugiati in tutta la Libia, e centinaia di essi sono stati arrestati illegalmente e torturati da miliziani nella città di Misurata. Nel maggio 2012, la Commissione di inchiesta del Concilio dei Diritti Umani dell'ONU ha pubblicato un'indagine sulle violazioni condotte da milizie misuratine contro gli abitanti di Tawarga in tutta la Libia, come uccisioni, arresti arbitrari e torture, definendoli crimini di guerra.
L'organizzazione no-profit Human Rights Watch ha riportato nel novembre 2013 che agli abitanti di Tawarga era ancora impedito di tornare alle loro case attraverso intimidazioni e violenze da parte delle milizie, per la maggior parte di stanza a Misurata. L'inchiesta reclamava che i campi profughi per i cittadini di Tawarga fossero spesso lasciati privi di sicurezza e che in diverse occasioni fossero stati assaltati da piccoli gruppi di uomini armati, tra cui almeno due volte nel novembre 2013.
Gli abitanti di Tawarga sono stati vittime di stupri e torture per aver supportato Gheddafi durante la prima guerra civile libica. Dopo essere stata saccheggiata dai misuratini, Tawarga divenne una città fantasma. Secondo Human Rights Watch i profughi da Tawarga sarebbero circa 40'000.

### Reinsediamento
Il Governo di Accordo Nazionale sostenuto dall'ONU annunciò il 26 dicembre 2017 che ai profughi della città di Tawarga sarebbe stato consentito il ritorno nel febbraio 2018. L'accordo giunse dopo un anno di negoziazioni. Il GNA aggiunse anche che avrebbe risarcito una compensazione ai parenti delle vittime e dei detenuti, dei feriti e di coloro le cui abitazioni erano state distrutte.
Nel gennaio 2018, Jaballah al-Shibani, membro della Camera dei rappresentanti di Tobruk in rappresentanza della città di Tawarga, definì la rivoluzione del febbraio 2011 una "catastrofe" aggiungendo che chi avesse sostenuto il contrario sarebbe "un approfittatore o un ipocrita" e che Gheddafi era "più onesto di loro". Ciò condusse all'apertura di un'inchiesta parlamentare contro di lui, poiché ogni deputato è tenuto a rispettare gli "obiettivi della rivoluzione", mentre alcuni deputati proferirono insulti razzisti contro di lui, come "schiavo". 
Inoltre, nonostante la firma di un accordo che autorizzava gli abitanti di Tawarga a tornare nella loro città, le milizie della città rivale di Misurata, responsabili di aver saccheggiato e bruciato Tawarga, impedirono ai profughi il ritorno. La firma di questo accordo sarebbe anche una delle motivazioni dell'omicidio del sindaco di Misurata Mohamad Echtewi, nel dicembre 2017.Tuttavia nel febbraio 2018 ai residenti fu impedito il ritorno alle loro case da una milizia locale.

## Film documentari
- (EN)  2013 : The Road to Tawerghaa[26] di Ashraf Al Mashharawi, Libia, 42 min.

- (FR)  2018 : "Libye, anatomie d'un crime[27]", realizzato da Cécile Allegra, 70 min.